# Deidamia
|  | Per a altres significats, vegeu «Deidamia (desambiguació)». |

Deidamia, segons la mitologia grega, fou una princesa d'Esciros amb qui Aquil·les tingué el seu fill Neoptòlem. Deidamia era una de les set filles de Licomedes, rei d'Esciros.
La nimfa Tetis va pactar amb el rei Licomedes que el seu fill Aquil·les aniria a viure d'amagat a la cort d'Esciros per evitar que fos reclutat per anar a la Guerra de Troia. L'heroi grec va instal·lar-se amb les filles del monarca fent-se passar per una dona i anomenant-se Pirra. Malgrat l'estrany de la situació, la princesa Deidamia i Aquil·les es van enamorar i es van casar secretament.
Un bon dia va arribar Odisseu, rei d'Ítaca, amb uns regals per a les princeses d'Esciros. L'home duia diversos regals com joies, pedres precioses, braçalets i una espasa. Quan va ser en presència de les dames, va oferir-los els presents i totes van llençar-se a admirar les joies mentre que una dona va agafar l'espasa. Així fou com Odisseu va descobrir Aquil·les i va demanar-li per anar a Troia. Malgrat les súpliques, una embarassada Deidamia no va poder evitar que el seu espòs marxés decidit a anar a lluitar a la Guerra de Troia.
Al cap d'uns mesos, Deidamia va donar a llum el seu fill amb Aquil·les: 
- Neoptòlem

Segons la llegenda, Neoptòlem va créixer molt més ràpid que els nens de la seva edat. Anys més tard, van arribar les noves que Aquil·les havia mort a Troia. Aleshores el cor de Deidamia s'esquerdà quan el seu fill Neoptòlem va acomiadar-se per anar ell també a Troia a buscar la venjança pel seu pare.